# Тишакін Микола Петрович
Микола Петрович Тишакін (біл. Мікалай Пятровіч Цішакін; *14 березня 1938, Вітебськ — †30 квітня 1993) — білоруський актор. Заслужений артист Білорусі (1976).

## Біографія
Після закінчення Білоруського театрально-мистецько інституту (1959) працював у білоруському театрі імені Якуба Коласа.

## Ролі у театрі
- Чорнявий («Енергійні люди» В. Шукшина),
- Школяр («Нестерко» В. Вольськога)
- Румін Михайло («Дачникі», «Зикові» Максима Горького),
- Леонідик («Мій бідний Марат» А. Арбузова),
- Джордж («Каханці з Каліфорнії» Б. Слейда),
- Офіціант («Жіночий стіл у Полювничій залі» В. Мережки),
- Батька («Затюканий апостол» А. Макієнко),
- Олександр II («Кастусь Каліновський» Володимира Короткевича),
- Генріх VI («Генріх VI» Вільяма Шекспіра)